# NGC 5594
NGC 5594 é uma galáxia espiral (S) localizada na direcção da constelação de Boötes. Possui uma declinação de +26° 15' 59" e uma ascensão recta de 14 horas, 23 minutos e 10,2 segundos.
A galáxia NGC 5594 foi descoberta em 19 de Maio de 1784 por William Herschel.